# (11967) Boyle
(11967) Boyle est un astéroïde de la ceinture principale.

## Description
(11967) Boyle est un astéroïde de la ceinture principale. Il fut découvert par Eric Walter Elst le 12 août 1994 à l'ESO. Il présente une orbite caractérisée par un demi-grand axe de 2,74 UA, une excentricité de 0,023 et une inclinaison de 3,91° par rapport à l'écliptique.
Il fut nommé en hommage à Robert Boyle (1627-1691), physicien britannique.

## Compléments